# Daniel Pratt
Daniel Pratt (Temple, 20 de julio de 1799 - Alabama, 13 de mayo de 1873) fue un empresario industrial y arquitecto estadounidense que fue pionero en empresas que abrieron la puerta a la industria en el estado estadounidense de Alabama. Prattville en el condado de Autauga y Pratt City en Birmingham en el condado de Jefferson (en la veta de carbón de Pratt) se nombran en su honor. Está enterrado en el cementerio de Pratt, ubicado en la cima de Ginshop Hill, cerca del centro de Prattville, Alabama.

## Biografía
Pratt nació en Temple, Nuevo Hampshire. Su padre, Edward Pratt, era hijo de Daniel Pratt, un nativo de Reading, Massachusetts, mientras que su madre de nombre Asenith, fue hija de Ebenezer Flint, de Wilton, Nuevo Hampshire. Se fue de Nueva Inglaterra en 1819 después de obtener una licencia de un aprendizaje de arquitecto que comenzó a los 16 años. Navegó hacia Savannah, Georgia y en dos años se mudó a Milledgeville, Georgia. Allí se convirtió en un exitoso arquitecto-constructor y fue un líder en su oficio en el sur en 1827. Mientras estaba en Georgia conoció a Samuel Griswold, otro de Nueva Inglaterra, que fabricaba desmotadoras de algodón. Hizo que Pratt administrara su fábrica y en un año Pratt había sido ascendido a socio. Pratt instó a Griswold a expandirse a Alabama. Griswold aceptó la empresa al principio, pero luego decidió no hacerlo debido a los conflictos entre los colonos y los nativos americanos.
Pratt decidió hacerlo solo y se mudó al centro de Alabama en 1833 con su esposa, dos esclavos y materiales suficientes para construir 50 ginebras. Se mudó a un área conocida como McNeil's Mill y arrendó un terreno a lo largo de un arroyo en el condado de Autauga en 1836, donde comenzó a fabricar desmotadoras de algodón. Se mudó más arriba del arroyo, compró 737 hectáreas y construyó una desmotadora de algodón permanente en 1838. Fundó la nueva ciudad de Prattville para los trabajadores de su empresa. Esta operación se convirtió rápidamente en el mayor productor de desmotadoras de algodón del mundo y en la primera gran industria de Alabama.

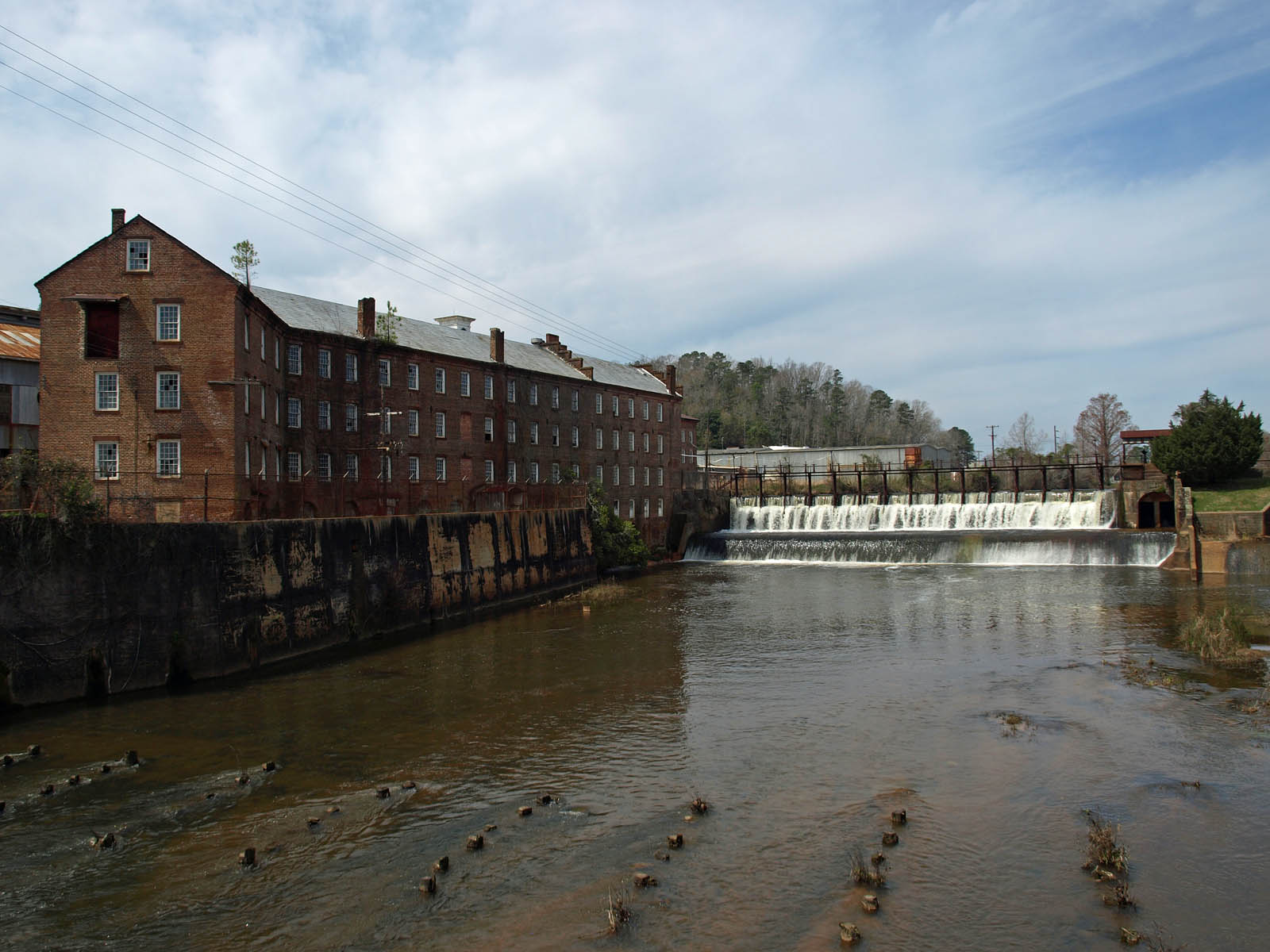
Edificios de la antigua fábrica Pratt Gin Company en Prattville, Alabama.

A medida que su negocio crecía, se diversificó con un aserradero, un molino, una fábrica de ventanas, una fundición de hierro, un molino de lana, un ferrocarril, un banco y el Oxmoor High Furnace en Birmingham. Los negocios de Pratt se vieron gravemente afectados por la guerra civil estadounidense, ya que muchos de sus trabajadores se unieron al ejército y su base de clientes se redujo a medida que la economía se deterioraba.
Se le da mucho crédito a los esfuerzos de Pratt para facilitar la recuperación económica de Alabama durante el período de Reconstrucción posterior a la Guerra Civil. Su capacidad para reclamar deudas en cuentas del Norte le permitió reconstruir sus propias operaciones, lo que ayudó a que el condado de Autauga fuera excepcionalmente estable y próspero en el período inmediatamente posterior a la guerra. Fue su respaldo lo que abrió el distrito de Birmingham a su desarrollo inicial como un centro de fabricación de hierro.
Daniel Pratt falleció el 13 de mayo de 1873. Dividió su patrimonio entre su hija Ellen y su hijo adoptivo Merrill, quien compró la participación de Ellen en 1881. El hijo de Merrill, Daniel, dirigió el negocio desde 1889 hasta 1899, cuando se vendió a Continental Gin Company.
Uno de los esclavos de Pratt, Charles Atwood, compró una casa en el centro de Prattville inmediatamente después de la emancipación y se convirtió en uno de los inversores fundadores de las empresas ferroviarias de su antiguo amo. La presencia de una respetada familia negra de clase media en el centro de una ciudad sureña del siglo XIX fue excepcional.

## Otras fuentes
- Tarrant, Sra. SFH, editor, Hon. Daniel Pratt: una biografía, con elogios sobre su vida y carácter. . (1904). Publicado por Whitter & Shepperson, Richmond, Va.
- McMillan, MC, Daniel Pratt: Industrial del Sur Antebellum (sin fecha).
- Miller y Evans, eds., El mundo de Daniel Pratt. Artículos de un simposio patrocinado por la Asociación de Patrimonio del Condado de Autauga (febrero de 1999).